# 10815 Östergarn
10815 Östergarn è un asteroide della fascia principale. Scoperto nel 1993, presenta un'orbita caratterizzata da un semiasse maggiore pari a 3,1304322 UA e da un'eccentricità di 0,1578790, inclinata di 3,27023° rispetto all'eclittica.